# Uraeotyphlus interruptus
Espèce
Statut de conservation UICN

 DD  : Données insuffisantes
Uraeotyphlus interruptus est une espèce de gymnophiones de la famille des Ichthyophiidae.

## Répartition
Cette espèce est endémique du district de Kottayam au Kerala en Inde. Elle se rencontre vers 400 m d'altitude dans les Ghâts occidentaux.

## Publication originale
- Pillai & Ravichandran, 1999 : Gymnophiona (Amphibia) of India. A taxonomic study. Records of the Zoological Survey of India. Occasional Paper, vol. 172, p. 1-117.